# Internazionali Femminili di Palermo 2002
Gli Internazionali Femminili di Palermo 2002 sono stati un torneo femminile di tennis giocato sulla terra rossa. È stata la 15ª edizione degli Internazionali Femminili di Palermo, che fa parte della categoria Tier V nell'ambito del WTA Tour 2002. Si è giocato a Palermo in Italia, dall'8 al 14 luglio 2002.

## Campioni

### Singolare
Mariana Díaz Oliva ha battuto in finale  Vera Zvonarëva con il punteggio di 6(6)–7, 6–1, 6–3

### Doppio
Evgenija Kulikovskaja /  Ekaterina Sysoeva hanno battuto in finale  Ljubomira Bačeva /  Angelika Roesch con il punteggio di 6–4, 6–3